# Franciszek Krajowski
Franciszek Krajowski, născut sub numele de František Králíček (n. 1861, Velešín⁠(d), Boemia de Sud, Cehia – d. 1932, Brest, Polonia), a fost un general-maior în armata imperială și regală austro-ungară, precum și un general de divizie în Armata Poloneză. De origine cehă, a fost decorat cu Ordinul Virtuti Militari.

## Biografie
S-a născut pe 30 septembrie 1861 în Velešín, Cehia. A fost fiul lui Václav și Katarzyna Werwiček. A urmat studiile la Școala de Cadeți de Infanterie din Łobzów, iar ulterior, a absolvit Academia de Stat Major din Viena. Din 1883, a servit ca ofițer profesionist în unitățile de infanterie ale armatei austro-ungare. În calitate de maior, a comandat batalionul Regimentului 45 Infanterie Austro-Ungară din Sanok. Inițial, era prevăzut să fie transferat la Przemyśl, dar din 1912 a continuat să servească la Sanok. În mai 1912, a fost avansat la gradul de locotenent colonel.
În timpul Primului Război Mondial (1914–1915), a comandat Regimentul 18 Landsturm în apărarea Cetății Przemyśl. După capitularea acesteia, a fost capturat de ruși. Eliberat în urma Revoluției din Februarie 1917, a revenit în serviciu și a preluat comanda unei brigăzi de infanterie. La 12 iunie 1918, a fost avansat la gradul de general-maior, cu vechime din 1 mai 1918.
După prăbușirea Monarhiei Austro-Ungare în noiembrie 1918, s-a înrolat în Armata Poloneză. A fost repartizat la comanda Brigăzii 7 Infanterie din Divizia 4 Infanterie. La 20 septembrie 1919, după obținerea permisiunii de la Guvernoratul Galiției, și-a schimbat numele de familie din „Kraliczek” în „Krajowski” în evidențele militare.
A participat la Războiul Polono-Ucrainean și la Războiul polono-sovietic, comandând Grupul Generalului⁠(d) Bonnin⁠(d) și grupul operațional care îi purta numele (care a fost transformat ulterior în Divizia 18 Infanterie) în luptele de la Brody și Modlin. A fost implicat în bătăliile de pe râul Wkra și apoi în operațiunile de urmărire din Polesia și Volânia.
A fost confirmat ca general de divizie, cu vechime din iunie 1919. În 1921, a preluat comanda Districtului Corpului IX din Brest-pe-Bug. La 1 noiembrie 1922, a fost eliberat din funcția de comandant al DOK IX, iar la 1 ianuarie 1923, a fost trecut în rezervă. După terminarea serviciului, a rămas la Brest,unde a murit pe 22 noiembrie 1932.
La 3 martie 1894, s-a căsătorit cu Teodozja Janeczek la Sanok. Fiul său a fost Wielisław Krajowski⁠(d).

## Decorații
- Crucea de Argint a Ordinului Militar Virtuti Militari (1921)[15]
- Crucea Valorii de patru ori[16]
- Ofițer al Ordinului Legiunii de Onoare - a treia Republică Franceză (1921)

## Comemorare
La 29 august 1920, Consiliul Local din Mława i-a conferit lui Franciszek Krajowski titlul de cetățean de onoare. În Mława a fost înființată Strada Generalului Franciszka Krajowskiego.